# Hra tří Marií

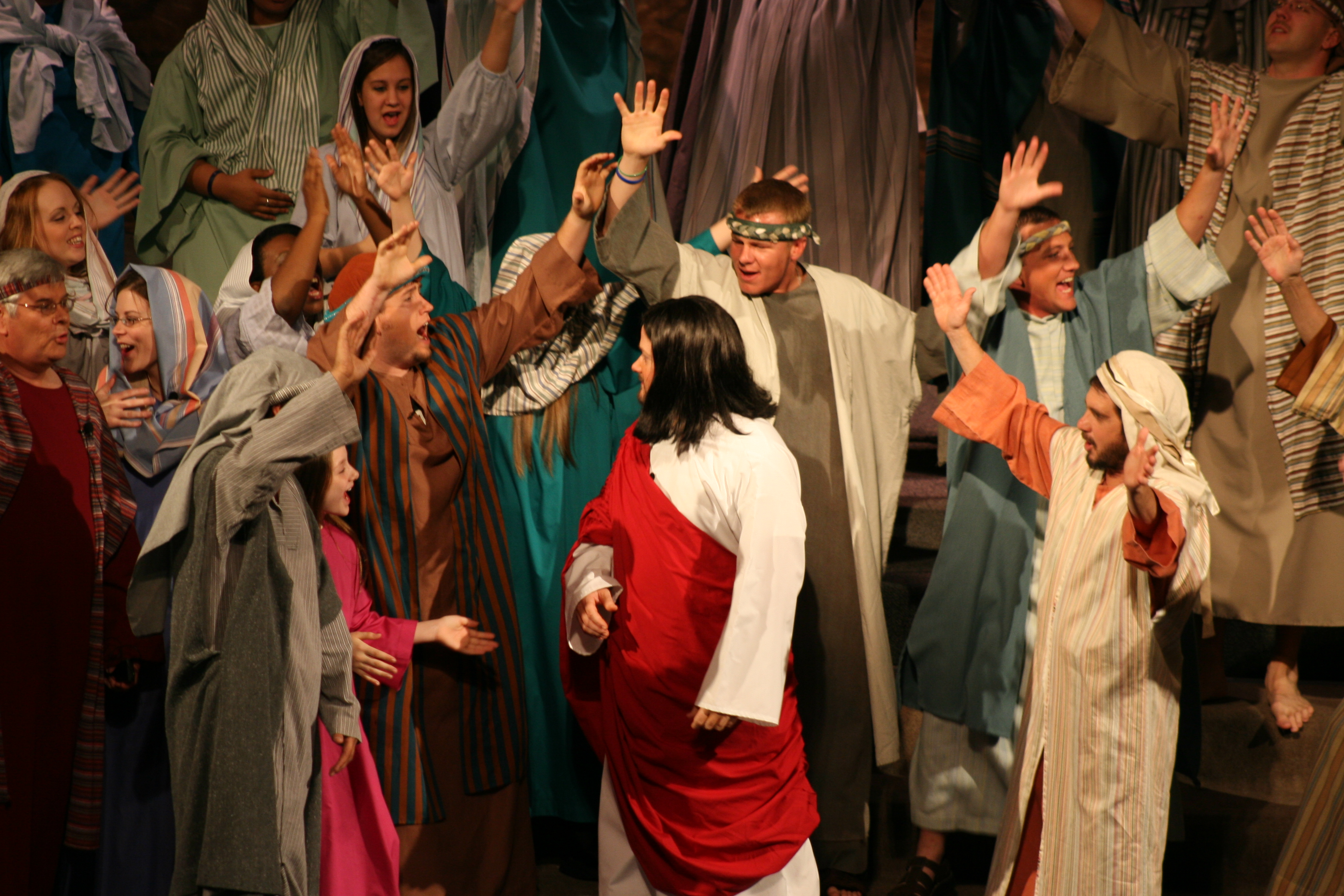
Divadelní inscenace Hry tří Marií z roku 2007

Hra tří Marií (známá též pod latinským názvem Visitatio sepulchri) je nejstarší dochované liturgické drama. Pojednává o událostech, které následovaly po Kristově zmrtvýchvstání. Ústřední postavy inscenace jsou tři ženy – Marie Magdalská, Marie, matka Jakubova a Josefova, a Marie, sestra Lazarova. Nejstarší české verze (latinské) pocházejí ze 12. století, nejznámější je tzv. Svatojiřské officium. Neúplné česko–latinské texty se zachovaly ze 14. století.

## Obsah
V první části přicházejí Marie k Ježíšovu hrobu a zjišťují, že je prázdný. Dvě z Marií poté běží oznámit apoštolům, že Ježíšovo tělo bylo ukradeno, zatímco Marie Magdalská zůstává na místě a pláče. Ve druhé části přichází za Marií k hrobu člověk, kterého Marie nejprve pokládá za zahradníka. Jakmile ji však osloví „Marie“, tato pozná, že jde o Krista. Ve třetí části k hrobu přibíhají apoštolové Petr a Jan, ale nalézají zde už jen Marie Magdalskou, která jim řekne o svém setkání s Ježíšem a o tom, že vstal z mrtvých.
Hra se samozřejmě inscenovala s různými obměnami – podle textu hry ze třináctého století, nalezeném v Klosterneuburgu, se hra inscenovala i s částmi, kdy andělé uspávají stráže u hrobu, nebo kdy Ježíš Kristus přichází k pekelné bráně a vysvobozuje odtud hříšné duše. 
| „                                                  | Andělé: "Koho hledáte, ó křesťané Tři Marie: Ježíše Nazaretského, ukřižovaného, ó nebešťané Andělé: Není tu, vstal z mrtvých, jak předpověděl. Jděte a zvěstujte, že vstal z hrobu | “ |
| — Dochovaný tropus, pocházející nejspíš z roku 925 | |   |

## Kostýmy
Stejně jako u většiny liturgických her bylo kostýmování založeno především na církevních rouchách, což divákům značně komplikovalo přehled, která postava je která. Kupříkladu postava Krista se objevovala v biskupském rouchu a aby se alespoň trochu vytvořila iluze, že se jedná o zahradníka, vzal si herec do ruky rýč.  V české hře velikonoční dokonce Ježíš vyčítá Marii Magdalské, že ji šlape po záhonu a že ji za trest praští oním rýčem po hlavě. Tři Marie nosívaly alby nebo rochety a andělům, kteří se později ve hrách také objevovali, inscenátoři nechali přivazovat bílá, nebo někdy dokonce zlatá křídla. Apoštolové potom vystupovali v ornátech. V pozdější éře, když byli do hry přidáni i vojáci hlídající hrob, se objevila snaha o naturalističtější ztvárnění vzhledu postav, a tak se hlídači hrobu objevovali na scéně v plné zbroji nebo alespoň v uniformách. 

## Mastičkář
Na tři Marie můžeme rovněž narazit ve hře Mastičkář, kde tyto přicházejí koupit masti na pomazaní Ježíšova těla. Je velmi pravděpodobné, že Hra tří Marií posloužila jako jeden z inspiračních zdrojů Mastičkáře.